# Pollionnay
Pollionay ist eine französische Gemeinde  mit 2.966 Einwohnern (Stand: 1. Januar 2022) im Département Rhône in der Region Auvergne-Rhône-Alpes. Sie gehört zum Arrondissement Lyon und zum Kanton Vaugneray. Die Einwohner heißen Pollionnois(es).
Die Gemeinde gehört zum Weinbaugebiet Coteaux du Lyonnais.

## Geographie
Pollionnay liegt etwa 13 Kilometer westlich von Lyon am Fuß der Monts du Lyonnais.

### Nachbargemeinden
Umgeben wird Pollionnay von Lentilly im Norden, Sainte-Consorce im Osten und Nordosten, Grézieu-la-Varenne im Süden und Südosten, Vaugneray im Süden und Südwesten, Chevinay im Westen sowie Saint-Pierre-la-Palud und Sourcieux-les-Mines im Nordwesten.

## Bevölkerungsentwicklung
| Jahr                       | 1962 | 1968 | 1975 | 1982 | 1990 | 1999 | 2006 | 2011 |
| Einwohner                  | 533  | 676  | 866  | 1088 | 1262 | 1580 | 1823 | 2151 |
| Quellen: Cassini und INSEE |      |      |      |      |      |      |      |      |

## Sehenswürdigkeiten
- Schloss Pollionnay aus dem 15. Jahrhundert, Monument historique
- Kirche Saint-Jean-Baptiste, frühere Kapelle des Schlosses Pollionnay, 1688 bis 1692 erbaut
- romanische Kapelle Saint-André in der Ortschaft Larny, 1313 erwähnt, vermutlich bereits im 13. Jahrhundert gebaut, im 17. Jahrhundert restauriert
- Kapelle Notre-Dame von Lorette, in der zweiten Hälfte des 16. Jahrhunderts erbaut

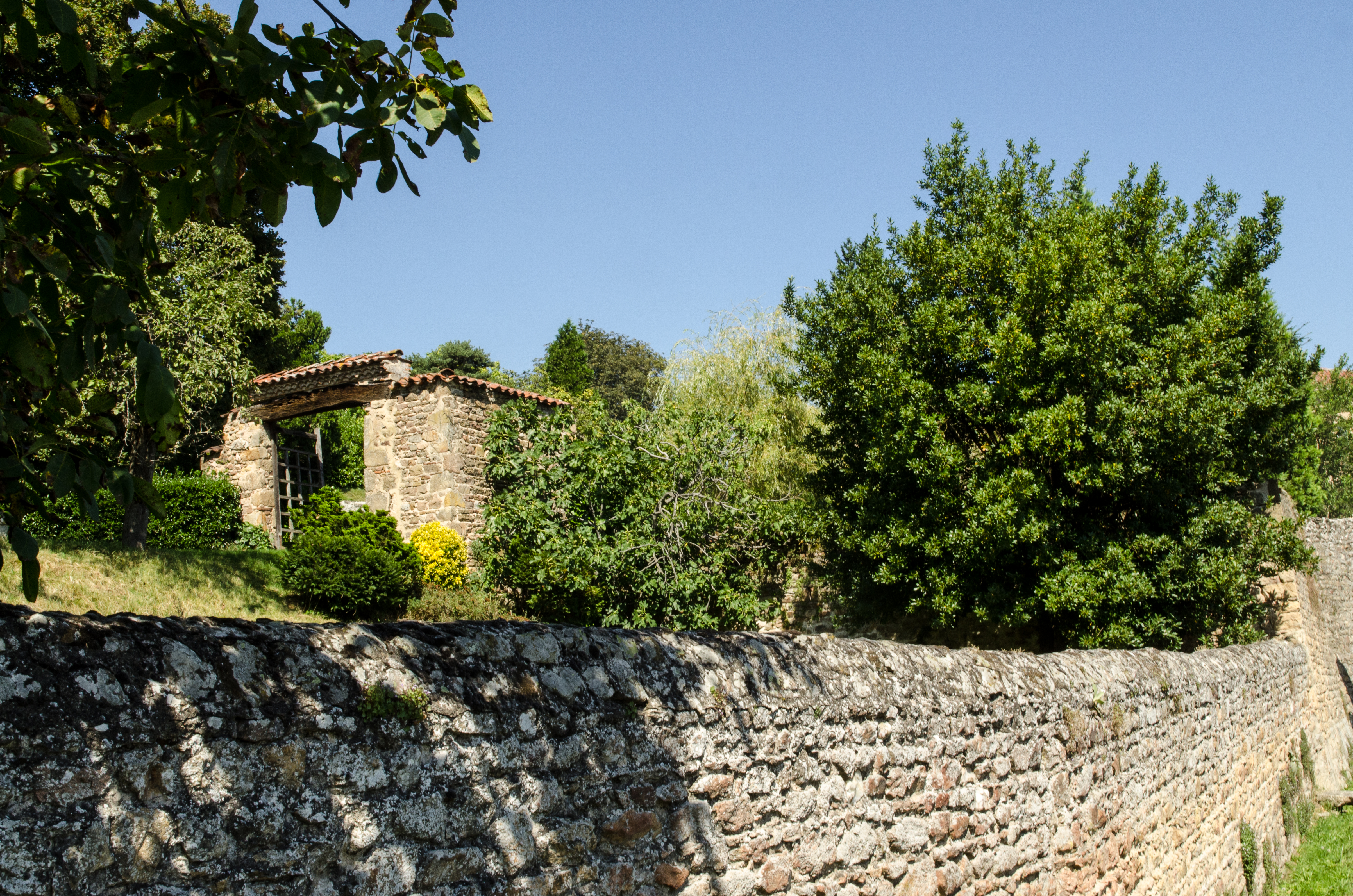
Schloss Pollionnay